# Gran Premi del Japó del 2009
El Gran Premi del Japó de Fórmula 1 de la Temporada 2009 es disputà al circuit de Suzuka, el 4 d'octubre del 2009.

## Qualificacions
Els cotxes amb kers estan marcats amb un "‡"
| Pos. | N. | Pilot                | Equip - motor          | Q1           | Q2           | Q3           | Graella |
| ---- | -- | -------------------- | ---------------------- | ------------ | ------------ | ------------ | ------- |
| 1    | 15 | Sebastian Vettel     | Red Bull - Renault     | 1:30.883     | 1:30.341     | 1:32.160     | 1       |
| 2    | 9  | Jarno Trulli         | Toyota                 | 1:31.063     | 1:30.737     | 1:32.220     | 2       |
| 3    | 1‡ | Lewis Hamilton       | McLaren - Mercedes     | 1:30.917     | 1:30.627     | 1:32.395     | 3       |
| 4    | 20 | Adrian Sutil         | Force India - Mercedes | 1:31.386     | 1:31.222     | 1:32.466     | 81      |
| 5    | 23 | Rubens Barrichello   | Brawn - Mercedes       | 1:31.272     | 1:31.055     | 1:32.660     | 61      |
| 6    | 6  | Nick Heidfeld        | BMW Sauber             | 1:31.501     | 1:31.260     | 1:32.945     | 4       |
| 7    | 22 | Jenson Button        | Brawn - Mercedes       | 1:31.041     | 1:30.880     | 1:32.962     | 101     |
| 8    | 4‡ | Kimi Räikkönen       | Ferrari                | 1:31.288     | 1:31.052     | 1:32.980     | 5       |
| 9    | 2‡ | Heikki Kovalainen    | McLaren - Mercedes     | 1:31.499     | 1:31.223     | Sense temps2 | 112     |
| 10   | 12 | Sébastien Buemi      | Toro Rosso - Ferrari   | 1:31.196     | 1:31.103     | Sense temps3 | 134     |
| 11   | 16 | Nico Rosberg         | Williams - Toyota      | 1:31.286     | 1:31.482     |              | 7       |
| 12   | 7  | Fernando Alonso      | Renault                | 1:31.401     | 1:31.638     |              | 161     |
| 13   | 5  | Robert Kubica        | BMW Sauber             | 1:31.417     | 1:32.341     |              | 9       |
| 14   | 10 | Timo Glock           | Toyota                 | 1:31.550     | Sense temps5 |              | (20)5   |
| 15   | 11 | Jaume Alguersuari    | Toro Rosso - Ferrari   | 1:31.571     | Sense temps6 |              | 12      |
| 16   | 3‡ | Giancarlo Fisichella | Ferrari                | 1:31.704     |              |              | 14      |
| 17   | 17 | Kazuki Nakajima      | Williams - Toyota      | 1:31.718     |              |              | 15      |
| 18   | 8  | Romain Grosjean      | Renault                | 1:32.073     |              |              | 17      |
| 19   | 21 | Vitantonio Liuzzi    | Force India - Mercedes | 1:32.087     |              |              | 187     |
| 20   | 14 | Mark Webber          | Red Bull - Renault     | Sense temps8 |              |              | 198     |

1.^  - Button, Barrichello, Alonso i Sutil són sancionats amb 5 posicions per no respectar les banderes grogues.
2.^  - Kovalainen penalitza amb 5 posicions per canviar la caixa de canvi degut a un accident a les proves classificatòries.
3.^  - Buemi va tenir un accident a la fi de la Q2 que no li va permetre competir a la Q3.
4.^  - Buemi penalitza amb 5 posicions per perjudicar les voltes ràpides d'altres pilots.
5.^  - Glock va tenir un accident que no li va permetre prendre part de la cursa de diumenge.
6.^  - Alguersuari va tenir un accident a la classificació provocant una bandera vermella i la fi dels entrenaments.
7.^  - Liuzzi penalitza amb 5 posicions per canviar la caixa de canvi.
8.^  - Webber va sortir del pit lane perquè va tenir un accident als entrenaments lliures que no li van permetre disputar la qualificació.

## Cursa
| Pos. | Num. | Pilot                | Constructor            | Voltes | Temps/Retirat          | Graella | Punts |
| ---- | ---- | -------------------- | ---------------------- | ------ | ---------------------- | ------- | ----- |
| 1    | 15   | Sebastian Vettel     | Red Bull - Renault     | 53     | 1h 28’ 20. 443         | 1       | 10    |
| 2    | 9    | Jarno Trulli         | Toyota                 | 53     | + 4.877 s              | 2       | 8     |
| 3    | 1‡   | Lewis Hamilton       | McLaren - Mercedes     | 53     | + 6.472 s              | 3       | 6     |
| 4    | 4‡   | Kimi Räikkönen       | Ferrari                | 53     | + 7.940 s              | 5       | 5     |
| 5    | 16   | Nico Rosberg         | Williams - Toyota      | 53     | + 8.793 s              | 7       | 4     |
| 6    | 6    | Nick Heidfeld        | BMW Sauber             | 53     | + 9.509 s              | 4       | 3     |
| 7    | 23   | Rubens Barrichello   | Brawn - Mercedes       | 53     | + 10.641 s             | 6       | 2     |
| 8    | 22   | Jenson Button        | Brawn - Mercedes       | 53     | + 11.474 s             | 10      | 1     |
| 9    | 5    | Robert Kubica        | BMW Sauber             | 53     | + 11.777 s             | 9       |       |
| 10   | 7    | Fernando Alonso      | Renault                | 53     | + 13.065 s             | 16      |       |
| 11   | 2‡   | Heikki Kovalainen    | McLaren - Mercedes     | 53     | + 13.735 s             | 11      |       |
| 12   | 3‡   | Giancarlo Fisichella | Ferrari                | 53     | + 14.596 s             | 14      |       |
| 13   | 20   | Adrian Sutil         | Force India - Mercedes | 53     | + 14.959 s             | 8       |       |
| 14   | 21   | Vitantonio Liuzzi    | Force India - Mercedes | 53     | + 15.734 s             | 18      |       |
| 15   | 17   | Kazuki Nakajima      | Williams - Toyota      | 53     | + 17.973 s             | 15      |       |
| 16   | 8    | Romain Grosjean      | Renault                | 52     | + 1 Volta              | 17      |       |
| 17   | 14   | Mark Webber          | Red Bull - Renault     | 51     | + 2 Voltes             | 19      |       |
| Ret  | 11   | Jaume Alguersuari    | Toro Rosso - Ferrari   | 43     | Accident               | 12      |       |
| Ret  | 12   | Sébastien Buemi      | Toro Rosso - Ferrari   | 11     | Embragatge             | 13      |       |
| NVS  | 10   | Timo Glock           | Toyota                 | 0      | Ferides / No va sortir | (20)    |       |

- Els monoplaces que portaven kers estan assenyalats amb un "‡".

## Altres
- Pole: Sebastian Vettel 1' 32. 160
- Volta ràpida: Mark Webber 	1' 32. 569 (a la volta 50)